# Guijo de Santa Bárbara
Guijo de Santa Bárbara é um município da Espanha na comarca de La Vera, província de Cáceres, comunidade autónoma da Estremadura. Tem 35,1 km² de área e em 2021 tinha 388 habitantes (densidade: 11,1 hab./km²).

## Demografia
| Variação demográfica do município entre 1991 e 2004 [carece de fontes?] | Variação demográfica do município entre 1991 e 2004 [carece de fontes?] | Variação demográfica do município entre 1991 e 2004 [carece de fontes?] | Variação demográfica do município entre 1991 e 2004 [carece de fontes?] |
| ----------------------------------------------------------------------- | ----------------------------------------------------------------------- | ----------------------------------------------------------------------- | ----------------------------------------------------------------------- |
| 1991                                                                    | 1996                                                                    | 2001                                                                    | 2004                                                                    |
| 583                                                                     | 517                                                                     | 469                                                                     | 442                                                                     |